# Cylindromyia dotatas
Cylindromyia dotatas är en tvåvingeart som först beskrevs av Walker 1849.  Cylindromyia dotatas ingår i släktet Cylindromyia och familjen parasitflugor.
Artens utbredningsområde är Jamaica. Inga underarter finns listade i Catalogue of Life.